# Réseau Express Régional
Réseau Express Régional (česky přeložitelné jako Regionální rychlodrážní síť, obvykle se zkracuje jako RER) je systém rychlé příměstské železnice či expresního metra doplňující klasické metro v Paříži a v regionu Île-de-France. V současné době má RER pět linek označených písmeny, 249 stanic a dosahuje celkové délky 602 kilometrů. 

## Popis
Všech pět linek sítě RER je koncipováno tak, že spojují zhruba centrum Paříže s jejími vzdálenými čtvrtěmi či předměstími. V husté zástavbě jsou většinou vedeny v tunelech (celkem 76,5 km tunelů), v řidší zástavbě pak po normálních, většinou železničních tratích často i se smíšeným provozem. Linky A a B provozuje pařížský dopravní podnik RATP společně s francouzskými železnicemi (státní společnost SNCF), o provoz linek C, D a E se stará výlučně SNCF. Část sítě RER je elektrifikována stejnosměrným napětím 1,5 kV, zbytek je napájen střídavým napětím 25 kV 50 Hz.

## Historie
První plány železniční rychlodráhy se datují do roku 1936. Tehdy vznikla koncepce na vybudování druhé sítě metra s řidší sítí stanic a expresním charakterem. Tento plán oprášil RATP v 50. letech a na základě rozhodnutí komise v roce 1960 se začala připravovat výstavba první trasy, vedené západo-východním směrem. Již přesnější a propracovanější koncepce s názvem Schéma directeur d'aménagement et d'urbanisme s výhledem do několika desetiletí pak vznikla o pět let později, roku 1965. Bylo navrženo vybudovat dvě expresní trasy východo-západním směrem (dnešní linky RER A a RER C) a dvě severo-jižním, postavena však byla jen RER B, místo druhé slouží třináctá linka metra.
První fáze výstavby systému začala už v 60. letech, roku 1961. Jednalo se o první linku A, jejíž jednotlivé stanice se otevíraly v několika etapách mezi lety 1969 a 1977. Po dokončení tohoto úseku začaly být budovány další, především do čtvrti La Défense, která se tehdy hodně rozrůstala. Současně začala přestavbou původních železničních tratí i výstavbou nových vznikat také nová severo-jižní linka B. Jejím otevřením byla ukončena první fáze výstavby sítě RER. Součástí druhé fáze byla výstavba linky C metodou vykopej a přikryj na levém břehu Sieny. Tato linka vede většinou pod nábřežím (i pod Eiffelovou věží) a je částečně rovnoběžná s linkou A. Linky D a E, které procházejí také důležitými dopravními uzly jako je například Châtelet – Les Halles či Gare du Nord, se k síti připojily na konci osmdesátých a devadesátých letech 20. století. V roce 2024 byla linka E prodloužena z Haussman – Saint Lazare do stanice Nanterre-La Folie ve čtvrti La Défense. V roce 2026 bude linka jezdit dále na západ do města Mantes-la-Jolie.

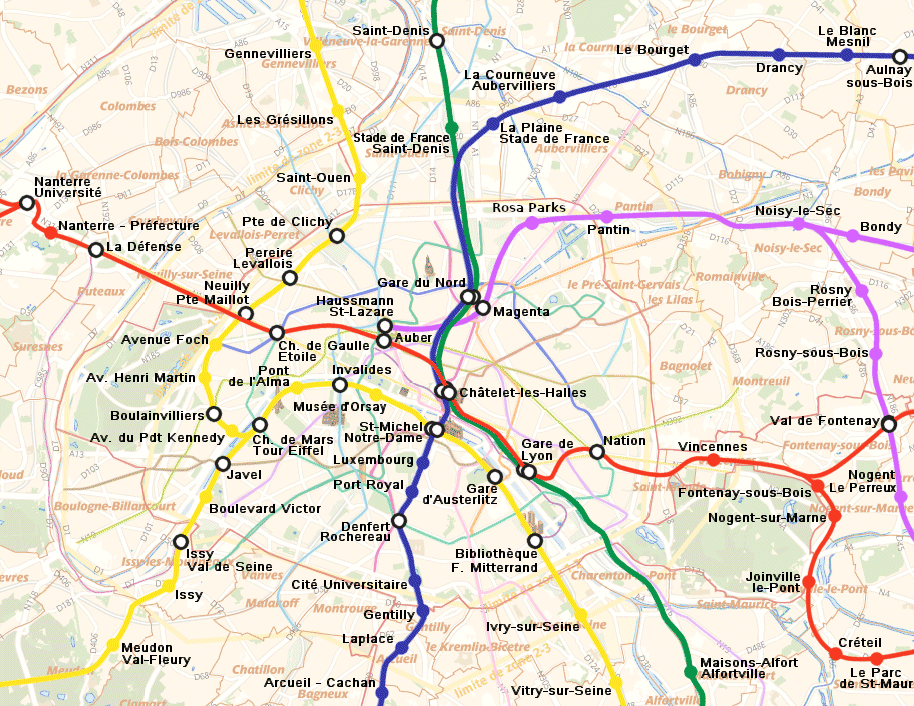
Současná síť RER na území Paříže

## Linky RER
| Linka | Obrázek | Rok otevření | Poslední prodloužení | Délka v km | Počet stanic | Průměrná mezistaniční vzdálenost | Dopravce  | Vozový park                  |
| ----- | ------- | ------------ | -------------------- | ---------- | ------------ | -------------------------------- | --------- | ---------------------------- |
|       |         | 1977         | 1994                 | 109        | 46           | 2 360 m                          | RATP/SNCF | MI 2N, MI 09                 |
|       |         | 1977         | 1994                 | 80         | 47           | 1 700 m                          | RATP/SNCF | MI 79, MI 84                 |
|       |         | 1979         | 2000                 | 187        | 84           | 2 160 m                          | SNCF      | Z5600, Z8800, Z20500, Z20900 |
|       |         | 1987         | 1995                 | 197        | 59           | 3 300 m                          | SNCF      | Z20500, Z57000               |
|       |         | 1999         | 2024                 | 60         | 25           | 2 615 m                          | SNCF      | MI 2N, Z50000, Z 58000       |

## Fotogalerie

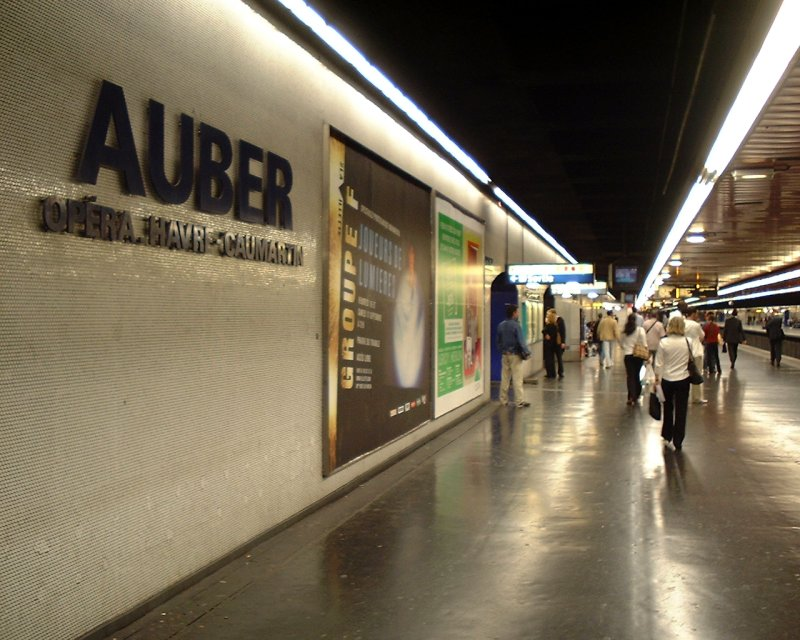
Stanice Auber na lince RER A
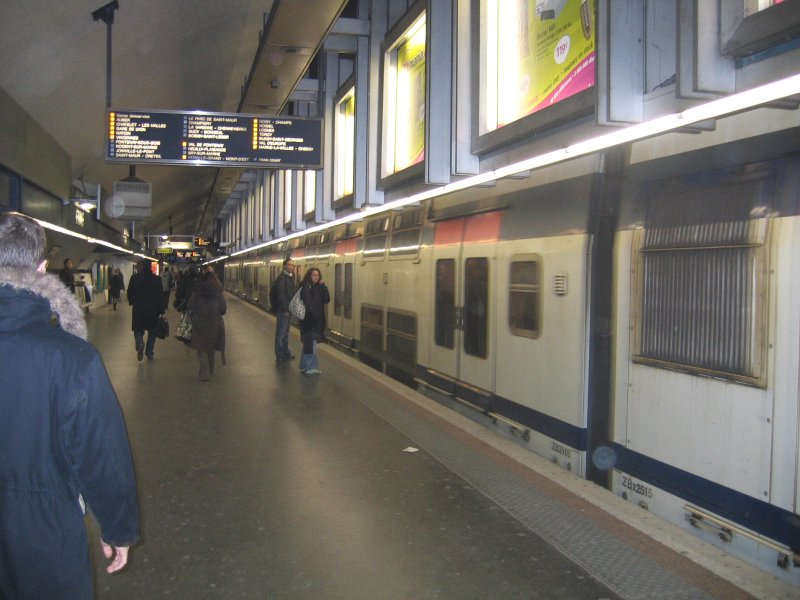
Vlak RER A ve stanici Charles de Gaulle - Etoile
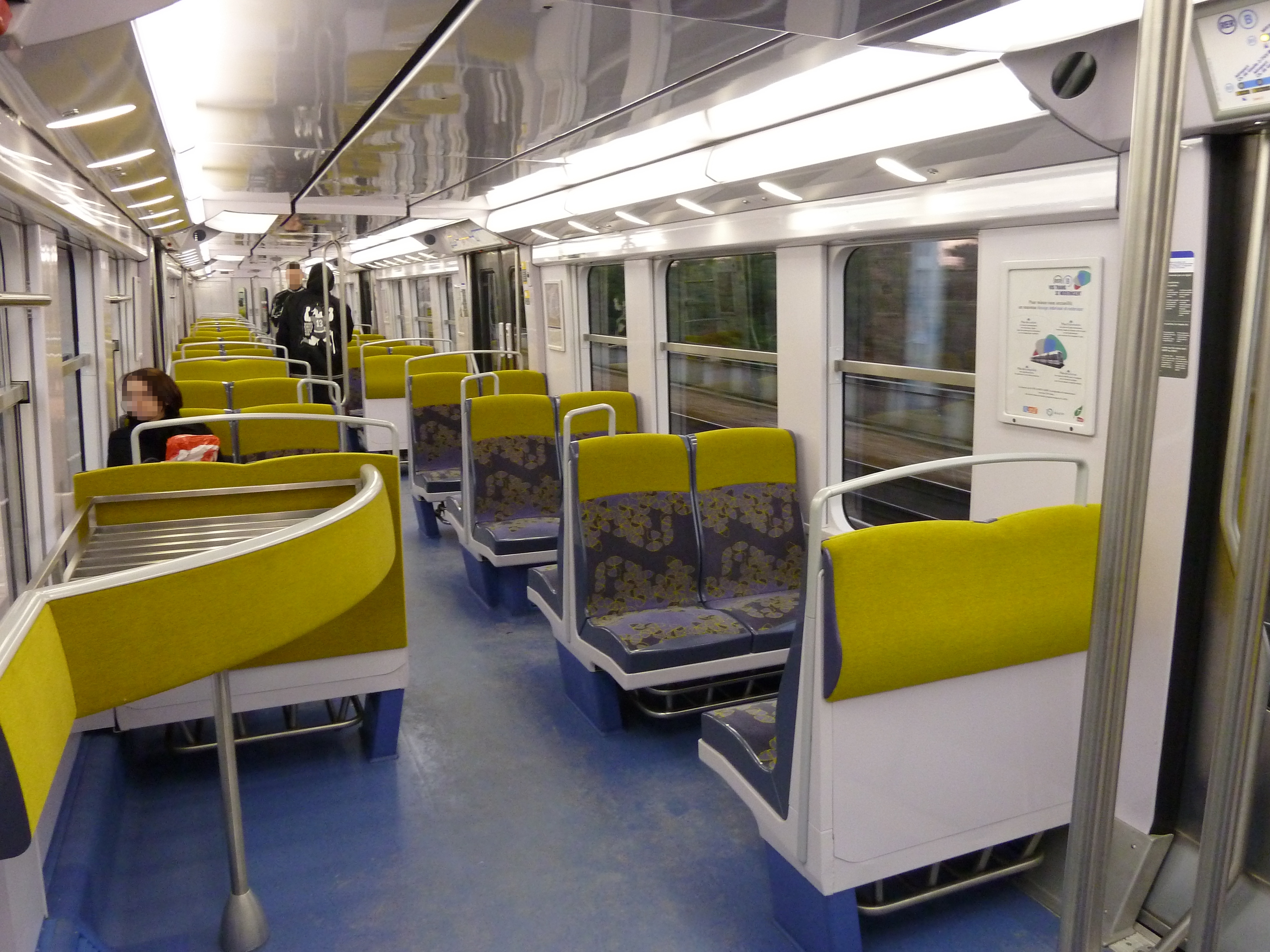
Interiér jednotky MI 79 po rekonstrukci
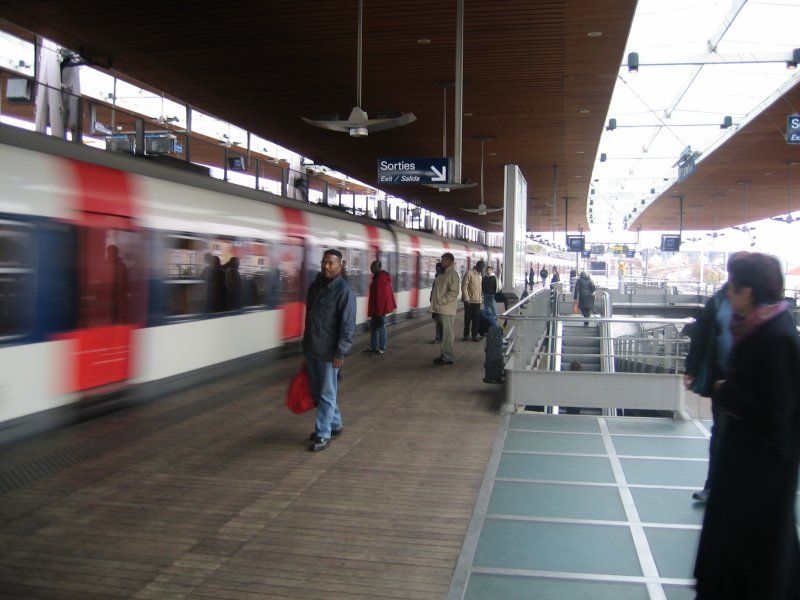
Stanice La Plaine - Stade de France
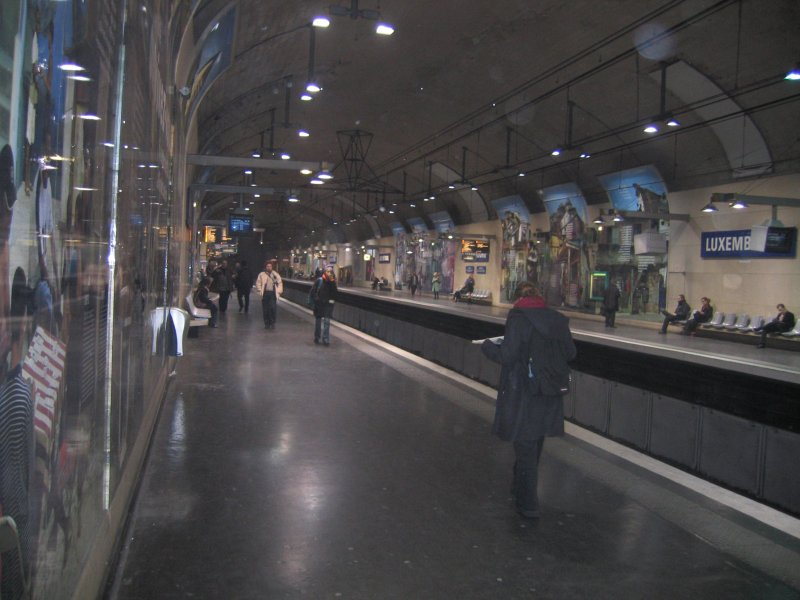
Stanice Luxembourg na lince RER B
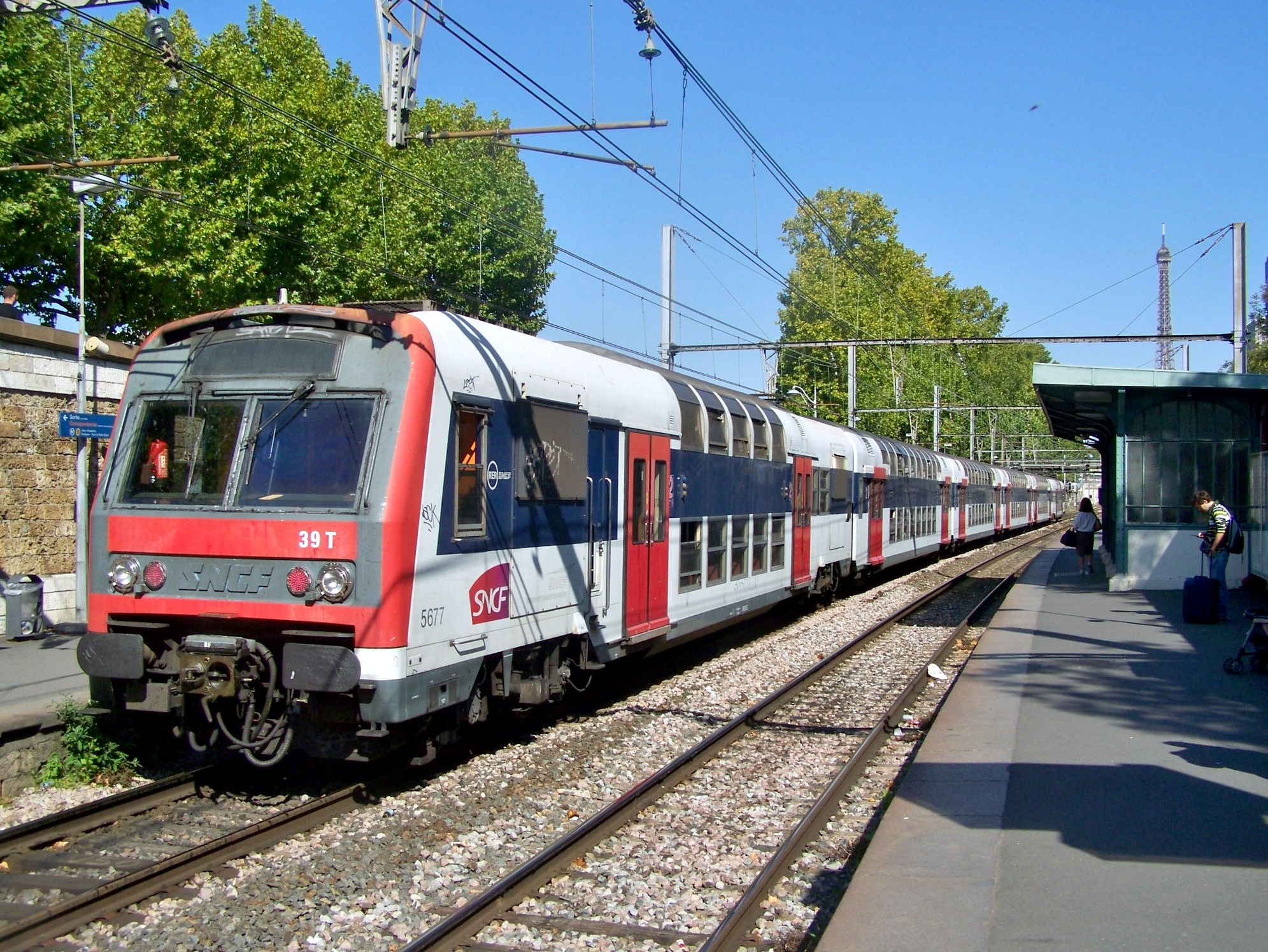
Vlak RER C ve stanici Javel
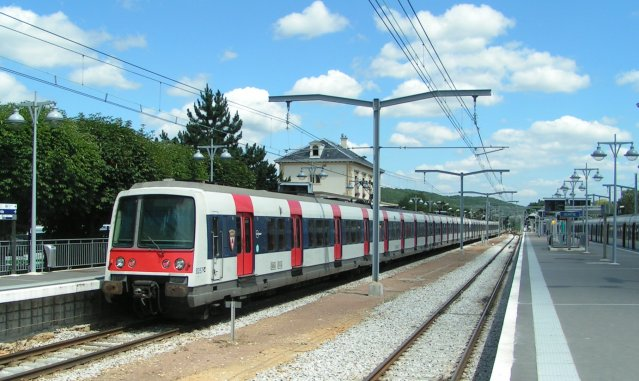
Jednotka MI 79 ve stanici Saint-Rémy-lès-Chevreuse
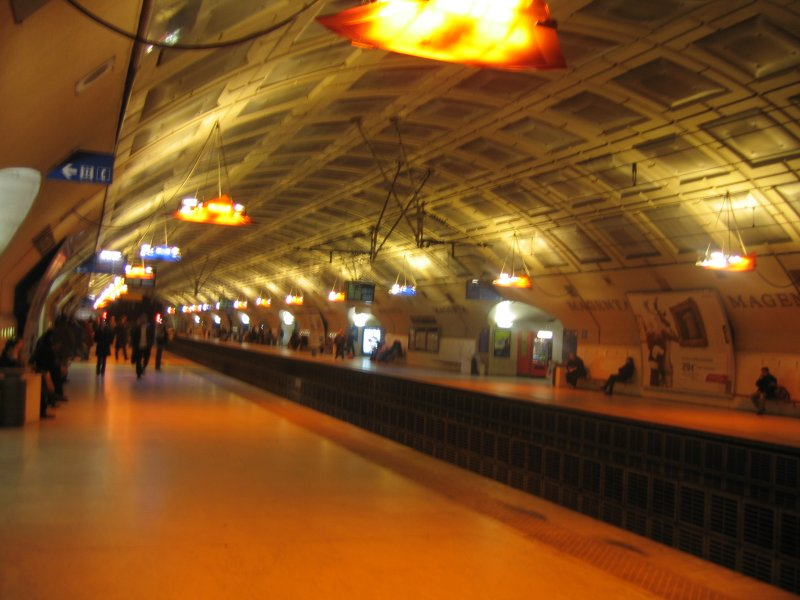
Stanice Magenta na trase RER E